# Dramane Dembélé
Dramane Dembélé es un político maliense quien se desempeñó como director general de Geología y Minas de Malí 2005-2010. Es ingeniero de minas de profesión, y candidato de la Alianza por la Democracia en Malí (ADEMA-PASJ) para las elecciones presidenciales de julio de 2013.

## Carrera
Dembélé se convirtió en miembro del comité ejecutivo de ADEMA-PASJ en 2004, y se desempeñó como director general de Geología y Minas 2005-2010. El 10 de abril de 2013, fue designado como candidato de ADEMA-PASJ para las elecciones presidenciales de julio de 2013. El líder del partido, Dioncounda Traoré, fue candidato original de ADEMA-PASJ en la votación cuando se programó primero que se celebraría en 2012, pero a raíz del golpe de Estado de marzo de 2012, se le permitió por la junta de gobierno asumir el cargo de presidente interino, y en consecuencia acordaron no presentarse como candidato presidencial.